# The Cathedral
The Cathedral is de Engelse titel van de Poolse korte animatiefilm Katedra van Tomasz Bagiński uit 2002. De film van 6 minuten 28 seconden is genomineerd voor een Academy Award (Oscar) in 2003 en won de titel van Beste Animatie Kortfilm op Siggraph 2002 in San Antonio (Texas) en verscheidene andere prijzen. De film, die is gemaakt met behulp van 3D Studio MAX is gebaseerd op het gelijknamige boek van Jacek Dukaj uit 2000, winnaar van de Janusz A. Zajdelprijs.

## Plot
De film gaat over een pelgrim die een reusachtig gebouw bezoekt dat eruitziet als een middeleeuwse kathedraal. Het mysterie rond het gebouw wordt ontsluierd bij dageraad. De pelgrim wordt betoverd en blijft voor eeuwig in het gebouw.